# Nebbiuno
Nebbiuno – miejscowość i gmina we Włoszech, w regionie Piemont, w prowincji Novara.
Według danych na rok 2004 gminę zamieszkiwały 1542 osoby, 192,8 os./km².